# Michelle Burgher
Michelle Burgher, née le 12 mars 1977 à Kingston, est une athlète jamaïquaine, pratiquant le 400 m et le 400 m haies. Elle a été médaillée olympique en relais 4 × 400 m aux Jeux olympiques d'Athènes.

## Palmarès

### Jeux olympiques d'été
- Jeux olympiques d'été de 2000 à Sydney (Australie)
  -  Médaille d'argent en relais 4 × 400 m (participation au relais pendant les séries)
- Jeux olympiques d'été de 2004 à Athènes (Grèce)
  -  Médaille de bronze en relais 4 × 400 m

### Championnats du monde
- Championnats du monde d'athlétisme de 2001 à Edmonton (Canada)
  -  Médaille d'or du relais 4 × 400 m (a participé aux séries)

### Championnats du monde d'athlétisme en salle
- Championnats du monde d'athlétisme en salle de 2004 à Budapest (Hongrie)
  - éliminée en série sur 400 m
  - 5e en relais 4 × 400 m

### Jeux panaméricains
- Jeux Panaméricains de 2003 à Saint-Domingue (République dominicaine)
  - 8e sur 400 m
  -  Médaille d'argent en relais 4 × 400 m

## Records personnels
- 51 s 88 sur 400 m, le 27 juin 2004 à Kingston
- 57 s 39 sur 400 m haies, le 28 juillet 2006 à Londres

## Sources
- (en) Cet article est partiellement ou en totalité issu de l’article de Wikipédia en anglais intitulé « Michelle Burgher » (voir la liste des auteurs).